# 2-Methyl-2-propanthiol
2-Methyl-2-propanthiol ist eine chemische Verbindung aus der Gruppe der Thiole. Die leicht entzündbare Flüssigkeit ist leichter als Wasser und kann mit Luft explosive Gemische bilden.

## Eigenschaften

### Chemische Eigenschaften
2-Methyl-2-propanthiol reagiert mit Metallalkoholaten und Carbonsäurechloriden zu Thiolestern:

### Sicherheitstechnische Kenngrößen
2-Methyl-2-propanthiol bildet leicht entzündliche Dampf-Luft-Gemische. Die Verbindung hat einen Flammpunkt von −26 °C. Der Explosionsbereich liegt zwischen 1,3 Vol.‑% (50 g/m3) als untere Explosionsgrenze (UEG) und 8,7 Vol.‑% (327 g/m3) als obere Explosionsgrenze (OEG). Die Grenzspaltweite wurde mit 1,09 mm bestimmt. Es resultiert damit eine Zuordnung in die Explosionsgruppe IIA. Die Zündtemperatur beträgt 253 °C. Der Stoff fällt somit in die Temperaturklasse T3.

## Verwendung
Wegen des selbst in geringsten Dosen (0,33 ppb) wahrnehmbaren Geruchs wird 2-Methyl-2-propanthiol als Odorierungsmittel für ansonsten geruchlose brennbare Gase verwendet.